# ممر طباقة الجبلي

يقع ممر طباقة الجبلي الضيق شرق شواطئ أحواض الملح، جنوب قابس، وجنوب-غرب غرب مارث و غرب-شمال غرب مدنين (يقع موقع المرور تقريبًا عند حرف 'M' في مارث Mareth بالخريطة).

ممر طباقة الجبلي يقع في جنوب تونس هي ممر جبلي منخفض يقع في بلد صخري مكسور يمنح الدخول إلى السهل الساحلي المأهول إلى الشمال والشرق من التضاريس الصحراوية الأقل مضيافة في جنوب وجنوب غرب تونس.
يفصل الممر تلال مطماطة إلى الشرق الممتدة من الشمال إلى الجنوب تقريبًا من تلال جبل طباقة، وهو خط آخر من الأرض المرتفعة إلى الغرب من الفجوة الممتدة من الشرق إلى الغرب. كانت التضاريس في المنطقة حول الممر ذات أهمية تكتيكية عسكرية كبيرة خلال الحرب العالمية الثانية في 1939-1940 وعام 1943. [بحاجة لمصدر]
تقع شمال وغرب هذه المنطقة البحيرة المالحة الكبيرة المعروفة باسم شط الجريد. التضاريس تقع غرب تلال مطماطة، وهي منطقة جافة، بوجود جبال الظاهر، ثم رمال لا يمكن اجتيازها من العرق الشرقي الكبير. تمتد واحة قابس على الساحل حيث يلتقي السهل بالطريق من ممر طباقة الجبلي. شمال قابس، يوجد الطريق إلى صفاقس، طريق قوافل قديم إلى ليبيا ويشير إلى الشرق، يمر بين البحر والشواطئ وكان هذا هو الطريق الوحيد لمونتغومري شمالًا، وهو طريق أغلقه خط مارث. العديد من المباني في المنطقة جوفية بسبب التغيرات القاسية في درجة حرارة الصحراء ونقص الرطوبة.